# Castelul de Xavier

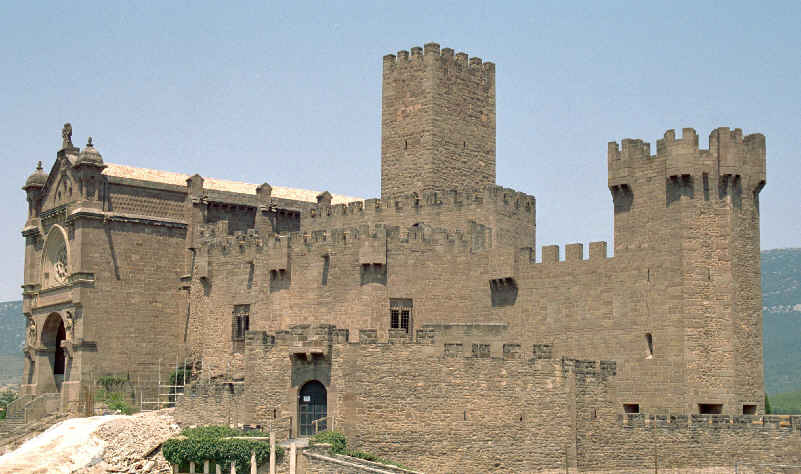
Castelul de Xavier

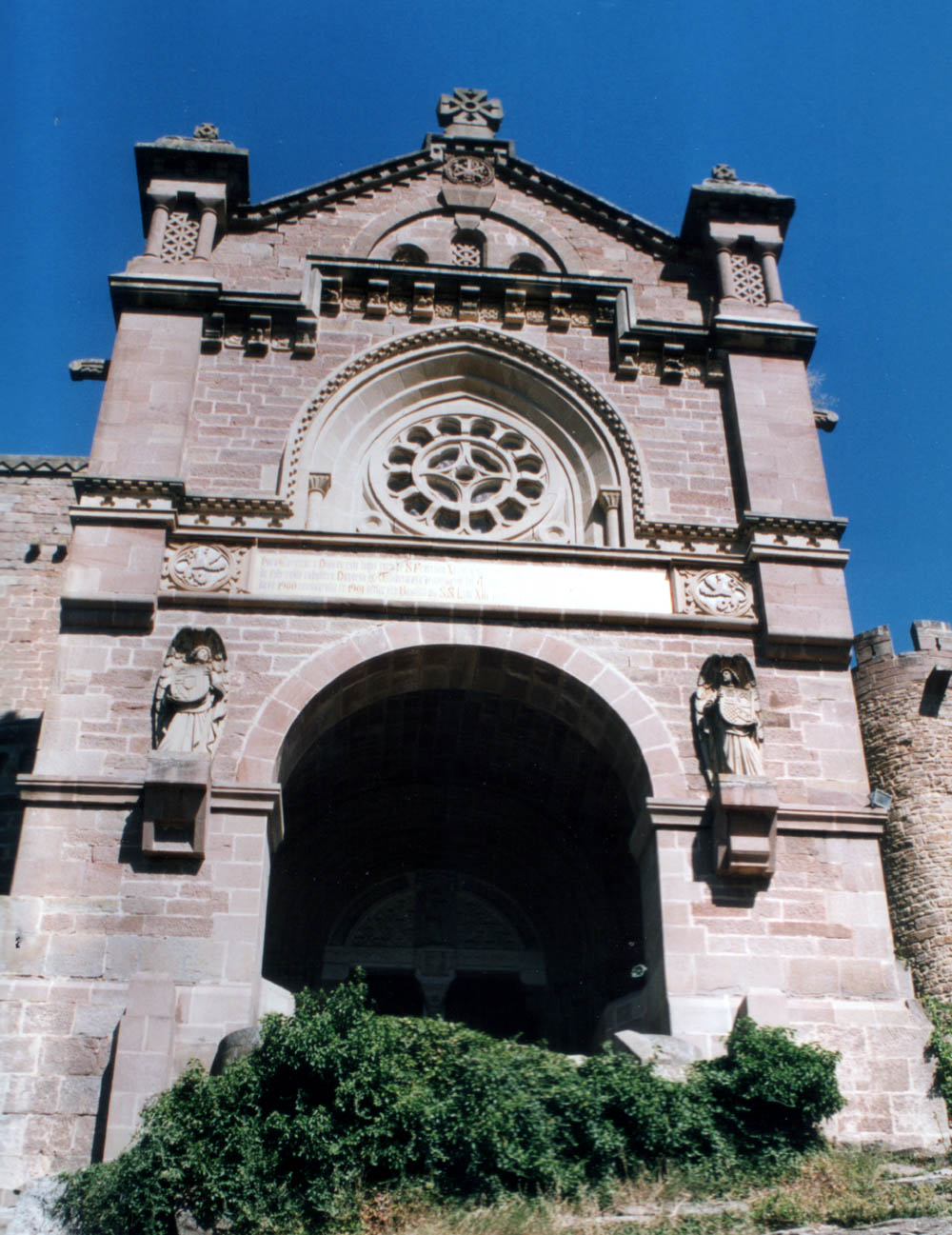
Fațadă

Castelul de Xavier (în bască Xabierko gaztelua, în spaniolă Castillo de Javier) este o cetate din nordul-estul Spaniei, la 45 km de Pamplona, în provincia  Navarra. Castelul se află la o înălțime de 500 de m deasupra albiei râului Aragon la poalele Pirineilor. Ea este amintită prin secolul X, fiind reclădită în stil gotic între secolele XIII și XIV. Castelul a fost rezidența unor familii nobiliare ca „Artiedas”, der „Jaso-Azpilicuetas” și „Aznárez”. 
În secolul XX clădirea a fost restaurată, azi fiind într-o stare bună. Aici s-a născut la 7 aprilie 1506 misionarul Francisco de Xavier unul din întemeietorii ordinului iezuit, după moarte fiind declarat sfânt.